# Óscar López (nikaraguański piłkarz)
Óscar Renan López Pineda (ur. 27 lutego 1992 w Estelí) – nikaraguański piłkarz grający na pozycji środkowego obrońcy.

## Kariera reprezentacyjna
| Mecze i gole w reprezentacji | Mecze i gole w reprezentacji | Mecze i gole w reprezentacji | Mecze i gole w reprezentacji | Mecze i gole w reprezentacji | Mecze i gole w reprezentacji | Mecze i gole w reprezentacji | Mecze i gole w reprezentacji                 |
| Nikaragua                    | Nikaragua                    | Nikaragua                    | Nikaragua                    | Nikaragua                    | Nikaragua                    | Nikaragua                    | Nikaragua                                    |
| Lp.                          | Data                         | Miejsce                      | Gospodarz                    | Gość                         | Wynik                        | Gol                          | Rozgrywki                                    |
| ---------------------------- | ---------------------------- | ---------------------------- | ---------------------------- | ---------------------------- | ---------------------------- | ---------------------------- | -------------------------------------------- |
| 1.                           | 14.10.2015                   | Port-of-Spain                | Trynidad i Tobago            | Nikaragua                    | 0:0                          |                              | Mecz towarzyski                              |
| 2.                           | 09.12.2015                   | Managua                      | Nikaragua                    | Kuba                         | 5:0                          |                              | Mecz towarzyski                              |
| 3.                           | 28.01.2016                   | Managua                      | Nikaragua                    | Honduras                     | 1:3                          |                              | Mecz towarzyski                              |
| 4.                           | 16.03.2016                   | Managua                      | Nikaragua                    | Panama                       | 1:0                          |                              | Mecz towarzyski                              |
| 5.                           | 24.08.2016                   | San Pedro Sula               | Honduras                     | Nikaragua                    | 1:0                          |                              | Mecz towarzyski                              |
| 6.                           | 31.12.2016                   | Managua                      | Nikaragua                    | Trynidad i Tobago            | 1:3                          |                              | Mecz towarzyski                              |
| 7.                           | 18.01.2017                   | Panama                       | Kostaryka                    | Nikaragua                    | 0:0                          |                              | Copa Centroamericana 2017                    |
| 8.                           | 16.03.2017                   | San Pedro Sula               | Honduras                     | Nikaragua                    | 2:0                          |                              | Mecz towarzyski                              |
| 9.                           | 08.11.2017                   | Diriamba                     | Nikaragua                    | Dominikana                   | 0:3                          |                              | Mecz towarzyski                              |
| 10.                          | 11.11.2017                   | San Cristóbal                | Dominikana                   | Nikaragua                    | 1:0                          |                              | Mecz towarzyski                              |
| 11.                          | 08.09.2018                   | Kingstown                    | Saint Vincent i Grenadyny    | Nikaragua                    | 0:2                          |                              | Liga Narodów CONCACAF 2019/2020 – eliminacje |
| 12.                          | 15.10.2018                   | Heredia                      | Anguilla                     | Nikaragua                    | 0:6                          |                              | Liga Narodów CONCACAF 2019/2020 – eliminacje |
| 13.                          | 18.11.2018                   | Managua                      | Nikaragua                    | Haiti                        | 0:2                          |                              | Liga Narodów CONCACAF 2019/2020 – eliminacje |
| 14.                          | 03.03.2019                   | Villa Tunari                 | Boliwia                      | Salwador                     | 2:2                          |                              | Mecz towarzyski                              |
| 15.                          | 25.03.2019                   | Bridgetown                   | Barbados                     | Nikaragua                    | 0:1                          |                              | Liga Narodów CONCACAF 2019/2020 – eliminacje |
| 16.                          | 27.03.2019                   | Managua                      | Nikaragua                    | Gwatemala                    | 0:1                          |                              | Mecz towarzyski                              |
| 17.                          | 08.06.2019                   | San Juan                     | Argentyna                    | Nikaragua                    | 5:1                          |                              | Mecz towarzyski                              |
| 18.                          | 21.06.2019                   | Frisco                       | Haiti                        | Nikaragua                    | 2:0                          |                              | Złoty Puchar CONCACAF 2019                   |
| 19.                          | 25.06.2019                   | Harrison                     | Bermudy                      | Nikaragua                    | 2:0                          |                              | Złoty Puchar CONCACAF 2019                   |

## Sukcesy
Sukcesy w karierze klubowej:
- Primera División de Nicaragua – 6×, z Realem Estelí, sezony 2013/2014 (Apertura i Clausura), 2018/2019 (Clausura), 2019/2020 (Apertura i Clausura) i 2020/2021 (Apertura)
- Primera División de Nicaragua – 2×, z Juventusem FC, sezony 2017/2018 (Clausura) i 2018/2019 (Apertura)